# 牡丹江大学
牡丹江大学，简称牡大，创建于1983年，是一所位于中华人民共和国黑龙江省牡丹江市的全日制专科公办省属普通高等职业学校，为国家首批百家地方大学之一。1984年8月牡丹江大学与牡丹江市行政干校合并；1986年6月，牡丹江市直机关职工大学并入本校；1991年5月，牡丹江市广播电视大学并入本校。 2012年11月15日，申请升格为应用型本科院校，被黑龙江省政府批准列入国家"十二五"计划。